# Nitzow
Nitzow ist eine Ortschaft und ein Ortsteil der Hansestadt Havelberg im Landkreis Stendal in Sachsen-Anhalt.

## Geografie
Nitzow ist ein Dorf direkt an der Havel in unmittelbarer Nähe zur Landesgrenze zum Bundesland Brandenburg und liegt nördlich der Hansestadt Havelberg.
Der Ort liegt zum allergrößten Teil auf der Flur 4 in der westlichen Hälfte der gleichnamigen Gemarkung Nitzow, welche die Gemarkungsnummer 150272 führt.
Zur Gemeinde Nitzow gehörten die Wohnplätze Ausbau und Dahlen.

## Geschichte

### Mittelalter bis Neuzeit
In Nizem befand sich 946/948 eine Burg (civitas) mit einem  Burgbezirk (burgwardium). Diese wurden erstmals in der Gründungsurkunde des Bistums Havelberg erwähnt. Die Dorfkirche Nitzow wurde als Steinbau etwa im 13. Jahrhundert errichtet. Bis mindestens 1337 war Nitzow Mittelpunkt eines Ländchens (Terra). Noch 1430 wurde es als Stadt mit Bürgermeistern und Ratmannen (Stadtrat) bezeichnet.
Der Ort besaß noch im 18./19. Jahrhundert einen hölzernen Roland (als Zeichen einer ehemaligen Stadt), der allerdings nicht erhalten ist.
Um 1940 wurden nördlich von Nitzow umfangreiche militärische Anlagen gebaut. In diesem Objekt wurden auch ausländische Zwangsarbeiter eingesetzt, von 1944 bis 1945 bestand dort das KZ-Außenlager Glöwen.

### Eingemeindungen
Die Gemeinde Nitzow gehörte bis 1952 zum Landkreis Westprignitz im Land Brandenburg. Mit der Auflösung der Länder und der Bildung der Bezirke und Kreise in der DDR kam die Gemeinde in den neugebildeten Kreis Havelberg im Bezirk Magdeburg. Durch die Eingemeindung zum 1. Januar 2002 zur Stadt Havelberg verlor Nitzow seine politische Selbstständigkeit.

### Einwohnerentwicklung
| Jahr | Einwohner |
| ---- | --------- |
| 2011 | 475       |
| 2018 | 463       |
| 2021 | 476       |
| 2022 | 483       |

## Sehenswürdigkeiten
Die evangelische Kirche von Nitzow ist eine spätgotische Backsteinkirche, vermutlich aus dem 15. Jahrhundert. Das Langhaus war ursprünglich eventuell zweischiffig und enthält einen 5/8-Schluss. Eine umfassende Renovierung erfuhr die Kirche 1860. Nach umfangreichen Beschädigungen infolge des Zweiten Weltkriegs wurden 1954 und nochmals 1997/98 Instandsetzungsarbeiten durchgeführt.

## Verkehr
Es verkehren Linienbusse und Rufbusse der Regionalverkehr Westsachsen (RVW) unter dem Markennamen stendalbus. Der nächstgelegene Bahnhof liegt seit der Einstellung der Bahnstrecke Glöwen–Havelberg in etwa fünf Kilometern Entfernung in Glöwen in Brandenburg an der Schnellfahrstrecke Hamburg–Berlin. Es besteht von Nitzow aus auch eine Busverbindung nach Glöwen/Bahnhof.

## Söhne und Töchter
- Wilhelm Trapp (1889–1948), deutscher Major der Ordnungspolizei, Kommandeur des Reserve-Polizei-Bataillon 101 und verurteilter Kriegsverbrecher